# USS Enterprise (NCC-1701-C)
USS Enterprise (NCC-1701-C) è un'astronave immaginaria dell'universo fantascientifico di Star Trek. È la quinta astronave a curvatura della Flotta Stellare a portare questo nome (la sesta considerando anche che l'USS Enterprise subì un pesante restyling a metà del suo servizio). La nave apparteneva alla Classe Ambassador e venne costruita dalla stazione spaziale McKinley in orbita intorno alla Terra.
Questa nave appare unicamente nell'episodio L'Enteprise del passato della serie tv Star Trek: The Next Generation (terza stagione). Il modello della nave è basato sul modellino presente nella sala conferenze dell'Enterprise D.

## Storia
Secondo il racconto non canonico Lost Era, la nave viene varata nel 2332 sotto il comando del capitano Rachel Garrett.
Nel 2344 l'Impero Stellare Romulano attacca l'avamposto dell'Impero Klingon posto sul pianeta Narendra III. L'Enterprise C riceve la richiesta di soccorso dell'avamposto ed essendo l'unica nave nella zona ingaggia un combattimento con i Romulani. La nave federale si trova contro quattro falchi da guerra romulani, che infliggono consistenti danni al vascello e uccidono buona parte dell'equipaggio, tra cui quasi tutti gli ufficiali superiori. Durante la battaglia una serie di esplosioni crea un ciclo di Kerr che lacera il tessuto dello spazio-tempo. La nave stellare è attratta nel ciclo e si trova catapultata nel 2366, creando una diversa linea del tempo. In questa linea temporale alternativa la misteriosa ritirata dell'Enterprise C aveva permesso ai Romulani di distruggere l'avamposto e l'Impero Klingon aveva risposto a quest'atto di codardia rompendo il trattato di pace con la Federazione e ingaggiando con essa una guerra che dopo vent'anni stava volgendo decisamente a favore dei Klingon.
Uscita dal ciclo di Kerr nel futuro alternativo, l'Enterprise C incontra l'Enterprise D, al comando della quale c'è sempre il capitano Jean-Luc Picard, mentre a ricoprire il ruolo di ufficiale tattico è rimasta Tasha Yar, che in questa linea temporale è ancora viva. Picard aiuta l'equipaggio dell'Enterprise C e ripara la maggior parte dei danni della nave, sperando di poterla re-impiegare in battaglia. Durante le riparazioni, Guinan (ausiliario civile dell'Enterprise D, sensibile alle anomalie temporali) comprende che il viaggio nel tempo dell'Enterprise C ha modificato la linea temporale e convince il capitano Picard a chiedere al capitano Garret di tornare nel varco temporale, sperando che il loro sacrificio possa impedire la guerra tra Federazione e Klingon. Poco prima della partenza, un attacco klingon uccide Garret e quindi il comando del vascello passa all'ufficiale timoniere, il tenente Richard Castillo, mentre Tasha Yar, venendo a sapere da Guinan quale sarebbe stato il suo destino nella time-line originale, chiede e ottiene il trasferimento sull'Enterprise C per gestirne la console tattica, sperando che questa volta la sua morte valga per una causa importante. La nave effettivamente ritorna all'avamposto di Narendra III appena dopo la sua scomparsa e viene distrutta dai Romulani. Il sacrificio della nave federale colpisce molto l'opinione pubblica dei Klingon, un popolo che crede molto nell'onore guerriero e ritiene la morte in battaglia quella più gloriosa. Questo migliora notevolmente le relazioni tra la Federazione e i Klingon, scongiurando la futura guerra e ristabilendo la linea temporale precedente.
Secondo quanto il comandante Sela rivela al capitano Picard, i Romulani catturano diversi sopravvissuti dell'Enterprise C, tra cui Tasha Yar, di cui un generale romulano si innamora: dalla loro uniore nasce appunto Sela, futuro ufficiale della Tal Shiar. Tasha venne uccisa in seguito a un tentativo di fuga dal territorio romulano quando Sela aveva quattro anni.